# Конго (роман)
Вижте пояснителната страница за други значения на Конго.
Конго (на английски: Congo) е роман на американския писател Майкъл Крайтън. Книгата е публикувана 1980 г. Сюжетът се концентрира около експедиция в тропическите гори на Демократична република Конго в търсене на залежи от диаманти. Книгата е филмирана през 1995 г.